# El cartel: los cangris
El Cartel II: Los Cangris es el segundo álbum como productor ejecutivo del cantante boricua Daddy Yankee, el álbum fue producido por El Cartel Production's y distribuido por Picol Enterprices. El álbum presenta a los mejores exponentes del género urbano de aquel entonces, tales como, Nicky Jam, MC Ceja, Don Chezina, Rey Pirin, Las Guanábanas y Frankie Boy. Fue el primer disco en colaboración con Nicky Jam y luego de esto crearon en conjunto el sello Los Cangris Music Inc. El disco obtuvo disco de oro en Puerto Rico y disco de platino en República Dominicana, además de, una gran aceptación por parte de la crítica urbana en Puerto Rico.

## Antecedentes
El álbum fue grabado en los estudios de El Cartel Production's, durante los años 1999 y 2000. Este tuvo un retraso grande ya que Daddy Yankee trabajo los álbumes de Rubio & Joel Gritos de Guerra y Manolo Guatauba Guatauba 2000 ambos lanzados en 1999. Luego de esto el cantante boricua termina su contrato con Guatauba Music y comienza a preparar este álbum, que originalmente, iba a contar con la participación de unos jóvenes nuevos talentos llamados Wisin & Yandel, pero a última hora y por asuntos de compañías no salieron en el disco. Daddy Yankee lleva el proyecto terminado donde Raphy Pina para manufacturarlo, ya que estos contaban con una fábrica para fabricar los CD. Pina Music tenía un contrato con Picol Enterprises y así se logra producir este álbum en formato Q-Pack y distribuirlo por Puerto Rico, Nueva York y República Dominicana. Para esta época Tempo tenía guerra lírica con Nicky Jam, por esta razón, y por la amistad que había entre Daddy Yankee y Nicky Jam, Daddy Yankee lanza una canción dedicada completamente para atacar al rapero Tempo titulada Mi Fanático bajo la producción de DJ Dicky & DJ Magic y con la voz adicional en el coro de Nicky Jam. La carátula del álbum está inspirada en la película del año 1997 The Jackal protagonizada por Bruce Willis y Richard Gere.

## Sencillos
- Tu Cuerpo En La Cama, fue el primer sencillo del álbum, interpretado por Daddy Yankee & Nicky Jam, producido por DJ Dicky & Harry Digital, la canción cuenta con un sample del intro de la canción de Sisqo Thong Song, el vídeo fue grabado en Puerto Rico por Héctor Figueroa y presenta los 3 sencillos juntos.
- Se Unen o Se Mueren fue el siguiente sencillo el cual esta interpretado por Karel & Julio Voltio, bajo la producción de DJ Dicky & Rafy Meléndez.
- Nigga What What fue el último sencillo del álbum interpretado por MC Ceja bajo la producción Bryan Rodríguez & Rafy Meléndez, esta canción marco la vuelta del cantante tras una pausa de 1 año, y tras su salida de La Industria de DJ Eric. En este álbum fue donde el cantante firma con Pina Music.

## Lista de Canciones
| CD  |                                             |                 |                                    |          |  |
| N.º | Título                                      | Letras          | Música                             | Duración |  |
| 1.  | «Intro»                                     | Varios Artistas | DJ Dicky                           | 0:34     |  |
| 2.  | «Tu Cuerpo En La Cama» (ft. Nicky Jam)      | Daddy Yankee    | Harry Digital & DJ Dicky           | 2:34     |  |
| 3.  | «Se Unen o Se Mueren» (ft. Karel)           | Julio Voltio    | Rafy Melendez & DJ Dicky           | 3:07     |  |
| 4.  | «Los Cangris» (ft. Don Chezina & Rey Pirin) | Daddy Yankee    | Harry Digital & DJ Dicky           | 3:55     |  |
| 5.  | «Ritmo De La Calle» (ft. Nicky Jam)         | Daddy Yankee    | Harry Digital, DJ Dicky & DJ Magic | 2:41     |  |
| 6.  | «69»                                        | Las Guanábanas  | Harry Digital                      | 1:54     |  |
| 7.  | «Mi Fanático»                               | Daddy Yankee    | DJ Dicky & DJ Magic                | 3:39     |  |
| 8.  | «Intro» (Mente & Corazón)                   | Daddy Yankee    | DJ Dicky & DJ Magic                | 0:34     |  |
| 9.  | «Strip Tease»                               | Memo & Vale     | Harry Digital & Rafy Melendez      | 1:47     |  |
| 10. | «Esto Es Pa Las Gatas»                      | Kino Rankins    | Rafy Melendez                      | 2:40     |  |
| 11. | «Deja Que La Chica»                         | Frankie Boy     | Harry Digital                      | 3:08     |  |
| 12. | «Nigga What What»                           | MC Ceja         | Bryan Rodríguez & Rafy Melendez    | 2:25     |  |
| 13. | «Boricua Warrior's» (ft. Kino Rankins)      | Nicky Jam       | Bryan Rodríguez                    | 2:25     |  |
| 14. | «Vamos a Enseñarles» (ft. Little Big Men)   | Ro-K            | Bryan Rodríguez & Rafy Melendez    | 2:49     |  |
| 15. | «Donde Están?»                              | Aaron           | Harry Digital                      | 3:07     |  |
| 16. | «Adelanto La Conspiración»                  | Varios Artistas | DJ Dicky & DJ Magic                | 1:55     |  |

### Otras versiones
Este álbum fue lanzado en Q-Pack y casete, sin ninguna diferencia en el contenido, lo que sorprendió fue que el productor Harry Digital en el año 2014 lanza en a internet la que se suponía ser la versión original del álbum con la participación estelar de Wisin & Yandel, una canción extra de Daddy Yankee y Nicky Jam, una canción más de Karel & Julio Voltio y una canción del dúo Chinito & Bobby Jack. Las canciones de Wisin & Yandel fueron lanzadas en los álbumes Las 9 Plagas, Vol. 1 y La Misión, vol. 1. La canción de los cangris fue lanzada en el álbum Royal Family.

| Casete Lado A |                                             |                 |                                    |          |  |
| N.º           | Título                                      | Letras          | Música                             | Duración |  |
| 1.            | «Intro»                                     | Varios Artistas | DJ Dicky                           | 0:34     |  |
| 2.            | «Tu Cuerpo En La Cama» (ft. Nicky Jam)      | Daddy Yankee    | Harry Digital & DJ Dicky           | 2:34     |  |
| 3.            | «Se Unen o Se Mueren» (ft. Karel)           | Julio Voltio    | Rafy Melendez & DJ Dicky           | 3:07     |  |
| 4.            | «Los Cangris» (ft. Don Chezina & Rey Pirin) | Daddy Yankee    | Harry Digital & DJ Dicky           | 3:55     |  |
| 5.            | «Ritmo De La Calle» (ft. Nicky Jam)         | Daddy Yankee    | Harry Digital, DJ Dicky & DJ Magic | 2:41     |  |
| 6.            | «69»                                        | Las Guanábanas  | Harry Digital                      | 1:54     |  |
| 7.            | «Mi Fanático»                               | Daddy Yankee    | DJ Dicky & DJ Magic                | 3:39     |  |
| 8.            | «Intro» (Mente & Corazón)                   | Daddy Yankee    | DJ Dicky & DJ Magic                | 0:34     |  |

| Casete Lado B |                                           |                 |                                 |          |  |
| N.º           | Título                                    | Letras          | Música                          | Duración |  |
| 1.            | «Strip Tease»                             | Memo & Vale     | Harry Digital & Rafy Melendez   | 1:47     |  |
| 2.            | «Esto Es Pa Las Gatas»                    | Kino Rankins    | Rafy Melendez                   | 2:40     |  |
| 3.            | «Deja Que La Chica»                       | Frankie Boy     | Harry Digital                   | 3:08     |  |
| 4.            | «Nigga What What»                         | MC Ceja         | Bryan Rodríguez & Rafy Melendez | 2:25     |  |
| 5.            | «Boricua Warrior's» (ft. Kino Rankins)    | Nicky Jam       | Bryan Rodríguez                 | 2:25     |  |
| 6.            | «Vamos a Enseñarles» (ft. Little Big Men) | Ro-K            | Bryan Rodríguez & Rafy Melendez | 2:49     |  |
| 7.            | «Donde Están?»                            | Aaron           | Harry Digital                   | 3:07     |  |
| 8.            | «Adelanto La Conspiración»                | Varios Artistas | DJ Dicky & DJ Magic             | 1:55     |  |

| Versión de 2014 |                                             |                 |                                    |          |  |
| N.º             | Título                                      | Letras          | Música                             | Duración |  |
| 1.              | «Intro»                                     | Varios Artistas | DJ Dicky                           | 0:34     |  |
| 2.              | «Tu Cuerpo En La Cama» (ft. Nicky Jam)      | Daddy Yankee    | Harry Digital & DJ Dicky           | 2:34     |  |
| 3.              | «Los Elegidos»                              | Wisin & Yandel  | Harry Digital                      | 2:08     |  |
| 4.              | «Se Unen o Se Mueren» (ft. Karel)           | Julio Voltio    | Rafy Melendez & DJ Dicky           | 3:07     |  |
| 5.              | «Los Cangris» (ft. Don Chezina & Rey Pirin) | Daddy Yankee    | Harry Digital & DJ Dicky           | 3:55     |  |
| 6.              | «Ritmo De La Calle» (ft. Nicky Jam)         | Daddy Yankee    | Harry Digital, DJ Dicky & DJ Magic | 2:41     |  |
| 7.              | «69»                                        | Las Guanábanas  | Harry Digital                      | 1:54     |  |
| 8.              | «Piénsalo» (ft. Chinito)                    | Bobby Jack      | Harry Digital                      | 3:07     |  |
| 9.              | «Mi Fanático»                               | Daddy Yankee    | DJ Dicky & DJ Magic                | 3:39     |  |
| 10.             | «Intro» (Mente & Corazón)                   | Daddy Yankee    | DJ Dicky & DJ Magic                | 0:34     |  |
| 11.             | «Morirán»                                   | Wisin & Yandel  | Harry Digital                      | 2:23     |  |
| 12.             | «Ven Yal» (ft. Nicky Jam)                   | Daddy Yankee    | Harry Digital                      | 2:55     |  |
| 13.             | «Quien Quiere» (ft. Karel)                  | Julio Voltio    | Harry Digital                      | 2:07     |  |
| 14.             | «69» (Remix)                                | Las Guanábanas  | Harry Digital                      | 2:45     |  |
| 15.             | «Strip Tease»                               | Memo & Vale     | Harry Digital & Rafy Melendez      | 1:47     |  |
| 16.             | «Esto Es Pa Las Gatas»                      | Kino Rankins    | Rafy Melendez                      | 2:40     |  |
| 17.             | «Deja Que La Chica»                         | Frankie Boy     | Harry Digital                      | 3:08     |  |
| 18.             | «Los Elegidos» (Remix)                      | Wisin & Yandel  | Harry Digital                      | 2:14     |  |
| 19.             | «Nigga What What»                           | MC Ceja         | Bryan Rodríguez & Rafy Melendez    | 2:25     |  |
| 20.             | «Boricua Warrior's» (ft. Kino Rankins)      | Nicky Jam       | Bryan Rodríguez                    | 2:25     |  |
| 21.             | «Vamos a Enseñarles» (ft. Little Big Men)   | Ro-K            | Bryan Rodríguez & Rafy Melendez    | 2:49     |  |
| 22.             | «Donde Están?»                              | Aaron           | Harry Digital                      | 3:07     |  |

## Créditos
- Daddy Yankee - Productor ejecutivo, productor (tracks 1-2-3-4-5-6-7-8-9-10-11-12-13-14-15), intérprete (tracks 2-4-5-7-8), voces adicionales (track 15)
- Nicky Jam - Intérprete , Manager De Producción (tracks 2-5-13), voces adicionales (track 7)
- Pina Music - Manufactura y manejo
- Picol Enterprises - Distribución
- El Cartel Production's - Producción ejecutiva y estudio de grabación